# Adoretus velutinus
Adoretus velutinus är en skalbaggsart som beskrevs av Benderitter 1922. Adoretus velutinus ingår i släktet Adoretus och familjen Rutelidae. Inga underarter finns listade i Catalogue of Life.